# Gall nival de Szecheny
El gall nival de Szecheny (Tetraophasis szechenyii) és una espècie d'ocell de la família dels fasiànids (Phasianidae) que habita boscos de coníferes de l'Himàlaia, al sud-est del Tibet, sud-oest de la Xina i nord-est de l'Índia.